# Itarissa coriacea
Itarissa coriacea är en insektsart som först beskrevs av Francois Jules Pictet de la Rive 1888.  Itarissa coriacea ingår i släktet Itarissa och familjen vårtbitare. Inga underarter finns listade i Catalogue of Life.